# Claudia Morgan
Claudia Morgan (12 juni 1911 - 17 september 1974) was een Amerikaanse actrice.

## Levensloop
Morgan werd geboren als Claudeigh Louise Wuppermann als dochter van acteur Ralph Morgan. Ze was de nicht van acteur Frank Morgan. Claudia Morgan speelde vooral in tv-series in de jaren '50. Haar bekendste rol speelde ze in het theater 'Ten Little Indians' van Agatha Christie op Broadway. Haar laatste rol speelde ze in 1964. Ze overleed in 1974 op 63-jarige leeftijd.